# Partido Nacional del Pueblo
El Partido Nacional del Pueblo (PNP) (en inglés:People's National Party) es un partido socialista democrático, socialdemócrata y socioliberal de Jamaica, fundado por Norman Manley, en 1938. Es el partido más antiguo en el Caribe anglófono, y uno de los dos partidos principales en Jamaica. Es considerado como un partido de izquierda rival político del Partido Laborista de Jamaica, que hoy en día es de centroderecha.
Tuvieron mayoría parlamentaria en dos ocasiones: primeramente entre 1972 y 1980, y nuevamente entre 1989 y 2007. Es miembro de la Internacional Socialista.

## Historia
El PNP perdió las primeras elecciones democráticas del país, en 1944, ganando solamente 4 de los 32 escaños del Parlamento. Llegó al poder en 1955, y gobernó hasta la independencia de 1962. Ese año, fue batido por su tradicional rival, el JLP. Durante su periodo de gobierno, el PNP promovió, activamente, reformas socialdemócratas, incluyendo la apertura de la educación secundaria, con la creación de varios colegios, para muchos pobres de la isla.
Diez años después, con el liderazgo de Michael Manley, hijo del fundador del partido, el PNP volvió al poder. En 1980, lo volvió a perder, después de años de inflación y desempleo. El partido boicoteó las elecciones de 1983, y estuvo 5 años sin representación parlamentaria.
En 1989, el PNP volvió al poder, bajo el liderazgo de Manley, que se retiró de la política en 1992. Fue remplazado por Percival James Patterson, que llevó al partido a ganar las elecciones de 1993, 1997, y 2003. En las elecciones del 16 de octubre de 2002, el PNP obtuvo el 52.2% de los votos, contando así con 34 de los 60 escaños del Parlamento.
El 26 de febrero de 2006, Portia Simpson-Miller fue elegida como presidenta del partido, y se fue primer ministro de Jamaica de 2012 al 2016.
| Año  | Votos        | %            | Escaños      | +/-          | Posición     | Gobierno            |
| ---- | ------------ | ------------ | ------------ | ------------ | ------------ | ------------------- |
| 1944 | 82.029       | 23,5         | 5/32         |              | 2º           | Oposición           |
| 1949 | 203.048      | 43,5         | 13/32        | 8            | 2º           | Oposición           |
| 1955 | 245.750      | 50,5         | 18/32        | 5            | 1º           | Gobierno en mayoría |
| 1959 | 305.642      | 54,8         | 29/45        | 11           | 1º           | Gobierno en mayoría |
| 1962 | 279.771      | 48,6         | 19/45        | 10           | 2º           | Oposición           |
| 1967 | 217.207      | 49,1         | 20/53        | 1            | 2º           | Oposición           |
| 1972 | 266.927      | 56,4         | 37/53        | 17           | 1º           | Gobierno en mayoría |
| 1976 | 417.768      | 56,8         | 47/60        | 10           | 1º           | Gobierno en mayoría |
| 1980 | 350.064      | 41,1         | 9/60         | 38           | 2º           | Oposición           |
| 1983 | No participó | No participó | No participó | No participó | No participó | No participó        |
| 1989 | 473.754      | 56,60        | 45/60        |              | 1º           | Gobierno en mayoría |
| 1993 | 401.131      | 60,00        | 52/60        | 7            | 1º           | Gobierno en mayoría |
| 1997 | 429.805      | 56,20        | 50/60        | 2            | 1º           | Gobierno en mayoría |
| 2002 | 396.590      | 52,10        | 34/60        | 16           | 1º           | Gobierno en mayoría |
| 2007 | 405.293      | 49,64        | 28/60        | 8            | 2º           | Oposición           |
| 2011 | 464.064      | 53,28        | 42/63        | 14           | 1º           | Gobierno en mayoría |
| 2016 | 433.629      | 49,70        | 31/63        | 11           | 2º           | Oposición           |
| 2020 | 305.950      | 42,76        | 14/63        | 17           | 2º           | Oposición           |